# Yasmin Lee
Yasmin Lee (Bangkok, 3 juni 1983) is een Amerikaans pornografische filmactrice en model. Ze is transgender en verscheen in de film The Hangover Part II als Kimmy.
Lee is van Thaise, Cambodjaanse en Chinese afkomst. Ze werd geboren als kind van een Cambodjaans vluchtelingengezin. Haar ouders verhuisden van Thailand naar de Filipijnen voordat ze zich uiteindelijk vestigden in Orange County. Ze ging op 18-jarige leeftijd bij de Amerikaanse Marine, maar vertrok kort daarna om een carrière als drag-entertainer na te streven. Nadat ze met de transitie was begonnen, verliet ze haar baan als visagist vanwege angst voor transfobie. Ze begon daarna te werken als assistent op pornosets.

## Films

### Reguliere films
- Loves Me, Loves Me Not (2019)
- Promoted (2015)
- Red Ice (2011)
- The Hangover Part II (2011)

## Onderscheidingen
- 2008 AVN Award – Transsexual Performer of the Year[2]
- 2009 AVN Award – Transsexual Performer of the Year[3]
- 2011 Kink.com Award – Kinkiest TGirl Domme[4]
- 2012 AVN Award – Crossover Star of the Year & Transsexual Performer of the Year[4]